# Gracilinanus dryas
Gracilinanus dryas је врста сисара из породице опосума (Didelphidae) и истоименог реда Didelphimorphia.

## Распрострањење
Врста је присутна у Венецуели и Колумбији.

## Станиште
Станишта врсте су шуме и планине од 1.100 до 4.000 метара надморске висине.

## Угроженост
Ова врста је на нижем степену опасности од изумирања, и сматра се скоро угроженим таксоном.